# Bicicleta Brompton
La Brompton és una bicicleta urbana plegable de fabricació britànica. Té una gran popularitat arreu del món a causa del poc espai que ocupa i la facilitat de transport un cop plegada. Ha estat millorada durant tres dècades i presenta un disseny molt cuidat, tot i la baixa qualitat d'alguns elements. La velocitat i el plegat compacte la fan sobresortir sobre altres models de bicis urbanes i plegables. La mida petita de plegament permet que es pugui combinar amb el transport públic, fins i tot podent-la dur a l'hora punta sense problemes, la qual cosa fa que multitud de persones la utilitzin cada dia per anar a la feina.
L'any 2006 s'havien venut més de 100.000 bicicletes Brompton arreu del món amb una producció anual de 16.000 unitats.

## Història
L'any 1976 el britànic Andrew Ritchie, aleshores jardiner d'ofici, decidí provar de fer una bici plegable, concepte que no era pas nou. L'èxit d'altres marques de bicicletes plegables havia demostrat que existia un mercat, però la qualitat i utilitat d'aquests models deixava molt a desitjar segons el seu parer.
En Ritchie va obtenir l'ajuda financera d'uns quants amics i fundà la companyia Brompton Bicycles. El nom era igual al de la famosa església londinenca de l'Immaculat Sagrat Cor de Maria, coneguda popularment i incorrectament com a Oratori Brompton, i que es podia veure des del seu apartament. Inicialment cercà llicenciar-ne el disseny, però al final els inconvenients superaven els avantatges i després de cinc anys, i cinc més de cercar capital, la idea va romandre a la llibreta de dibuix. Finalment, decidí fer-ho tot sol amb el finançament de trenta amics que pagaren per avançat la seva bicicleta. Ell mateix començà la producció i les bicicletes van ser molt ben rebudes, cridant l'atenció d'altres persones.
Malgrat l'entusiasme i el treball esmerçats en el naixement de l'empresa, calia més capital per a la seva expansió. Malgrat el fet que se n'havien venut al voltant de 500 unitats, cap inversor hi estava interessant i la producció es va aturar el 1982. Tanmateix, la companyia encara era solvent, havia demanda per les bicicletes i en Ritchie estava convençut que el producte tenia futur. Va continuar explorant diverses possibilitats, mentre feia altres feines per guanyar-se la vida. Finalment el 1986, i un altre cop amb el finançament dels amics i antics clients (especialment en Julian Vereker, fundador de l'empresa Naim Audio), es van aconseguir prou diners per a reiniciar-ne la producció a gran escala a un magatzem ferroviari a Brentford. A començaments del 1988 les bicicletes Brompton estaven un altre cop al mercat. Des d'aleshores, l'empresa ha crescut fins a ser una de les marques més conegudes al Regne Unit. El llibre de comandes és ple (el temps d'espera per a una bici nova és actualment de sis setmanes aproximadament) i n'han sorgit molts imitadors. La bicicleta ha guanyat multitud de seguidors, tant a la Gran Bretanya com arreu del món.
Brompton és una de les poques gran companyies de bicicletes que encara fabriquen al Regne Unit. La companyia fa un sol producte, de qualitat, i actualment està diversificant l'oferta, tant de models com de serveis. Entre els desenvolupaments recents s'inclouen quadres amb parts de titani, diverses opcions de manillar, millors rodes de transport, i la possibilitat de fer-se la bicicleta a la carta, podent triar entre diverses opcions d'equipament i colors.

## Bicicleta
La bicicleta Brompton és fonamentalment un únic model, amb algunes modificacions en els materials del quadre i diverses opcions d'equipament. Presenta un característic tub principal corbat amb una frontissa per al plegament. La part posterior de la bicicleta està composta per un triangle basculant, mentre que les rodes són de 16 polzades (40,64 cm), amb un canvi de pinyons interns de tres velocitats (amb un casset opcional de dues velocitats a manera de multiplicador per a obtenir-ne 6), sense canvi de plat. Té un tub del seient llarg de longitud fixa (dues mides) o telescòpic, i un tub del manillar amb una frontissa per al plegament. El manillar és d'alumini, amb 3 opcions disponibles, inclòs el tradicional en forma d'U. Les manetes de fre són d'alumini, i els frens presenten un disseny tradicional en forma d'U. Els parafangs són de plàstic i varetes d'alumini, amb un faldó de tela al de davant i un de goma al posterior per a una protecció addicional.
En posició de pedalada, el triangle basculant posterior es recolza sobre una peça de goma que li proporciona suspensió, mantenint-se a lloc pel pes del ciclista, la qual cosa desconcerta a alguns. A la part esquerra hi ha un pedal plegable de plàstic i alumini (de titani com a opció), propi de Brompton, mentre que a la part dreta hi ha un pedal estàndard de plàstic. Els parafangs són inclosos de fàbrica, mentre que hi ha opcionals estructures portabosses (davant i darrere) i un sistema d'il·luminació. Els tirants on s'encaixen les rodes són molt estrets, la qual cosa limita les velocitats disponibles. Hi ha moltes parts de la bicicleta que són exclusives de Brompton, inclòs els frens, el canvi de darrere i el tensionador de cadena, i el manillar.
La bicicleta presenta una notable rigidesa ateses les seves característiques com a bicicleta plegable, encara que manté certa flexió comparat amb bicicletes tradicionals.
Actualment, hi ha diverses empreses i particulars arreu del món que fabriquen components específics per a la Brompton.

### Especificacions i compra
Ateses les característiques singulars d'una Brompton, és recomanable que un comprador la provi abans de comprar-la, especialment pel que fa a les preferències dels canvis, ateses les limitacions. La bicicleta té un preu elevat (des dels 665 € als 2.145 €) i està particularment dissenyada per a un propòsit, per la qual cosa els compradors han d'assegurar-se que la bicicleta s'adiu amb el que cerquen. Les Brompton tenen una gran fiabilitat (com la majoria de bicis amb canvis interns) i una llarga vida útil. Això fa que al mercat de segona mà la pèrdua de valor econòmic sigui menor a una Brompton que a altres bicicletes.
Hi ha dues principals opcions d'equipament. Una que va amb portabosses i un sistema d'il·luminació per dinamo, i una altra sense això. Les dues estan disponibles en 3 i 6 velocitats, i també amb el triangle posterior i el tub del seient en titani per tal d'estalviar-se uns 2 kg. de pes. Per als ciclistes de més de 1.85 m. (persones de 2 m. poden utilitzar-la), hi ha disponible un tub del seient telescòpic. També es pot afegir un tub addicional al manillar, per tal d'eliminar-ne qualsevol tipus de flexió.
També hi ha disponibles diverses opcions d'equipatge especial: estructures per a portar bosses al davant (amb una peça especial al quadre, d'alliberament ràpid) i al darrere, bosses específiques per al portabosses del davant, i rodes de transport de goma, entre d'altres.
Els ciclistes experimentats recomanen l'opció de triar un canvi de -12% o -18% en relació al de fàbrica, encara que hi ha botigues que posen un plat més petit que el de fàbrica. Els canvis estàndards són adequats per a una cadència de pedaleig baixa, però hi ha consens sobre el fet que una cadència de pedaleig ràpida és més eficient, àgil, i menys perjudicial per als genolls.
Per als ciclistes amb una mentalitat més tradicional, hi ha disponibles seients Brompton de cuir i disseny clàssic, tot i que el seient de sèrie, de plàstic i escuma, és lleuger i barat, és percebut com a incòmode.

### Plegament

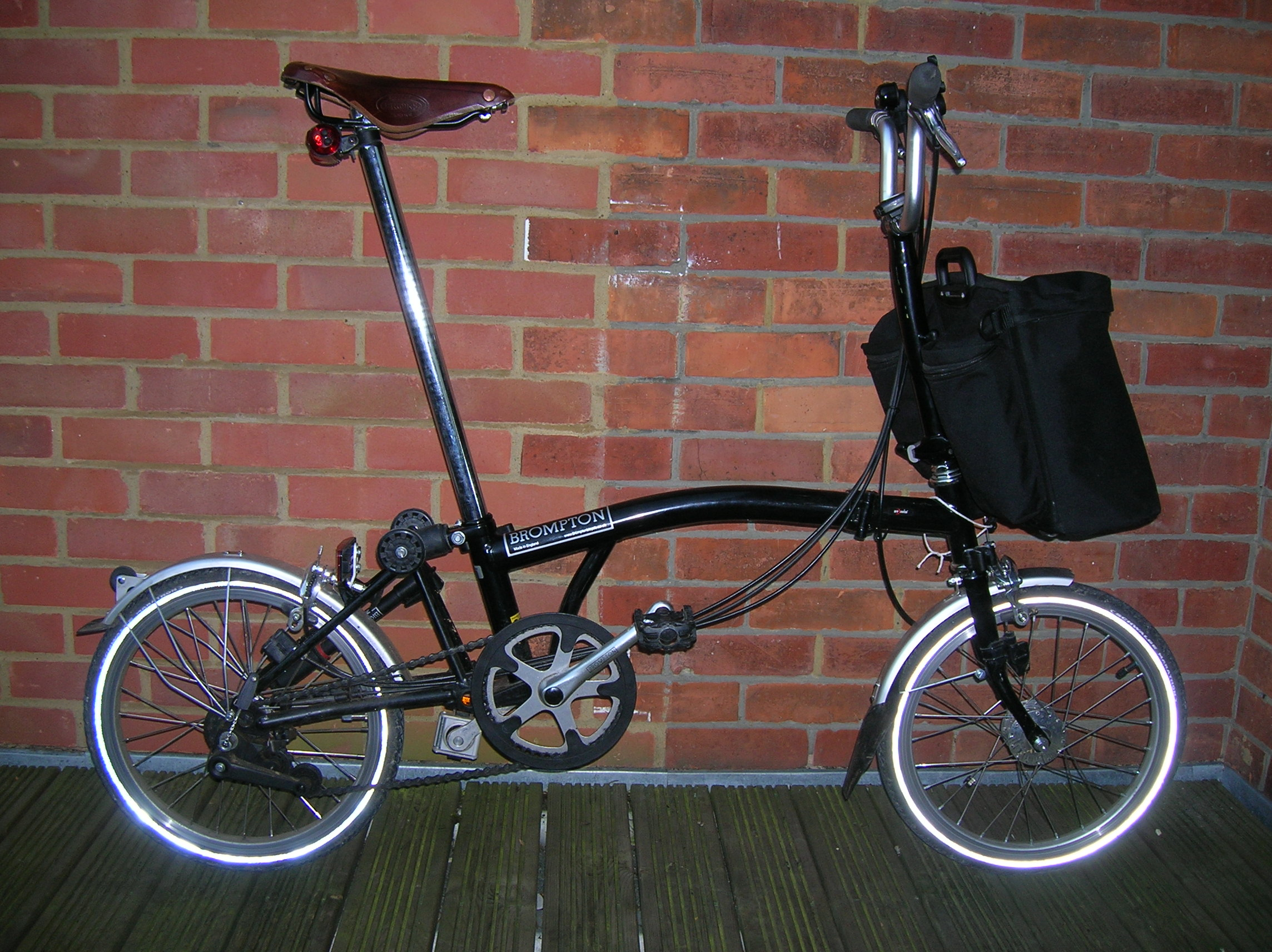
Una Brompton desplegada
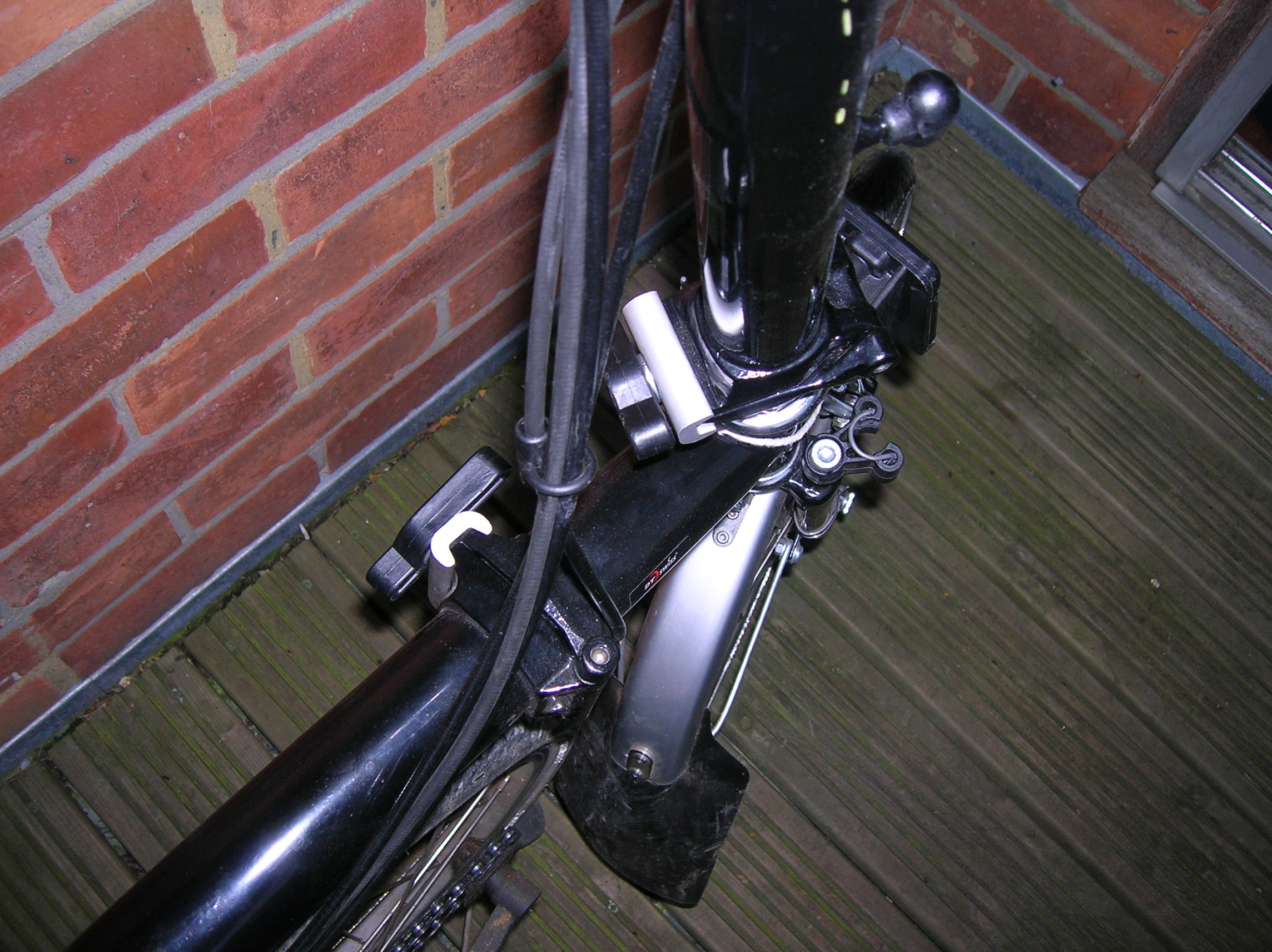
Frontisses de plegament dels tubs del quadre i direcció
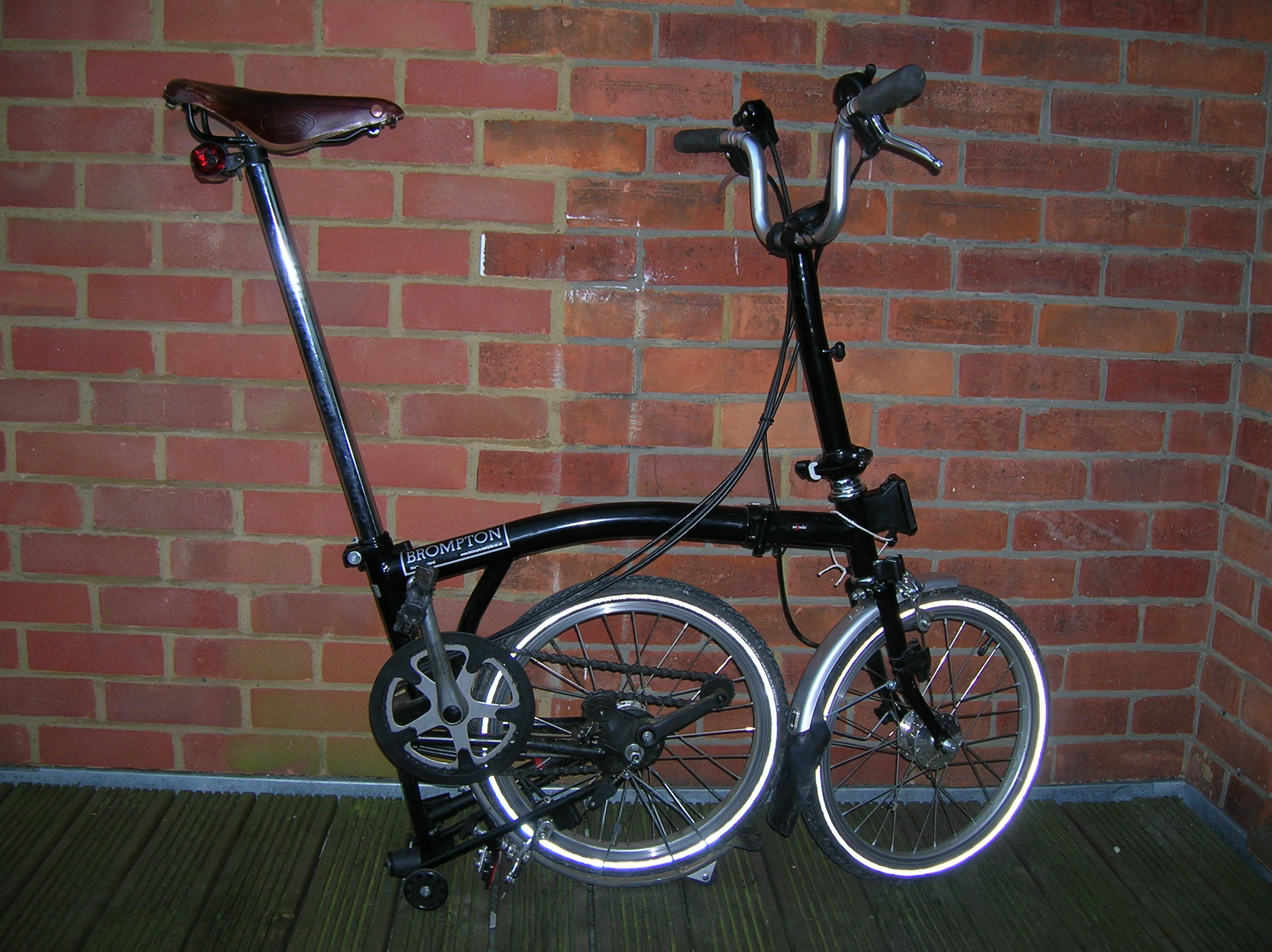
Primer pas de plegament
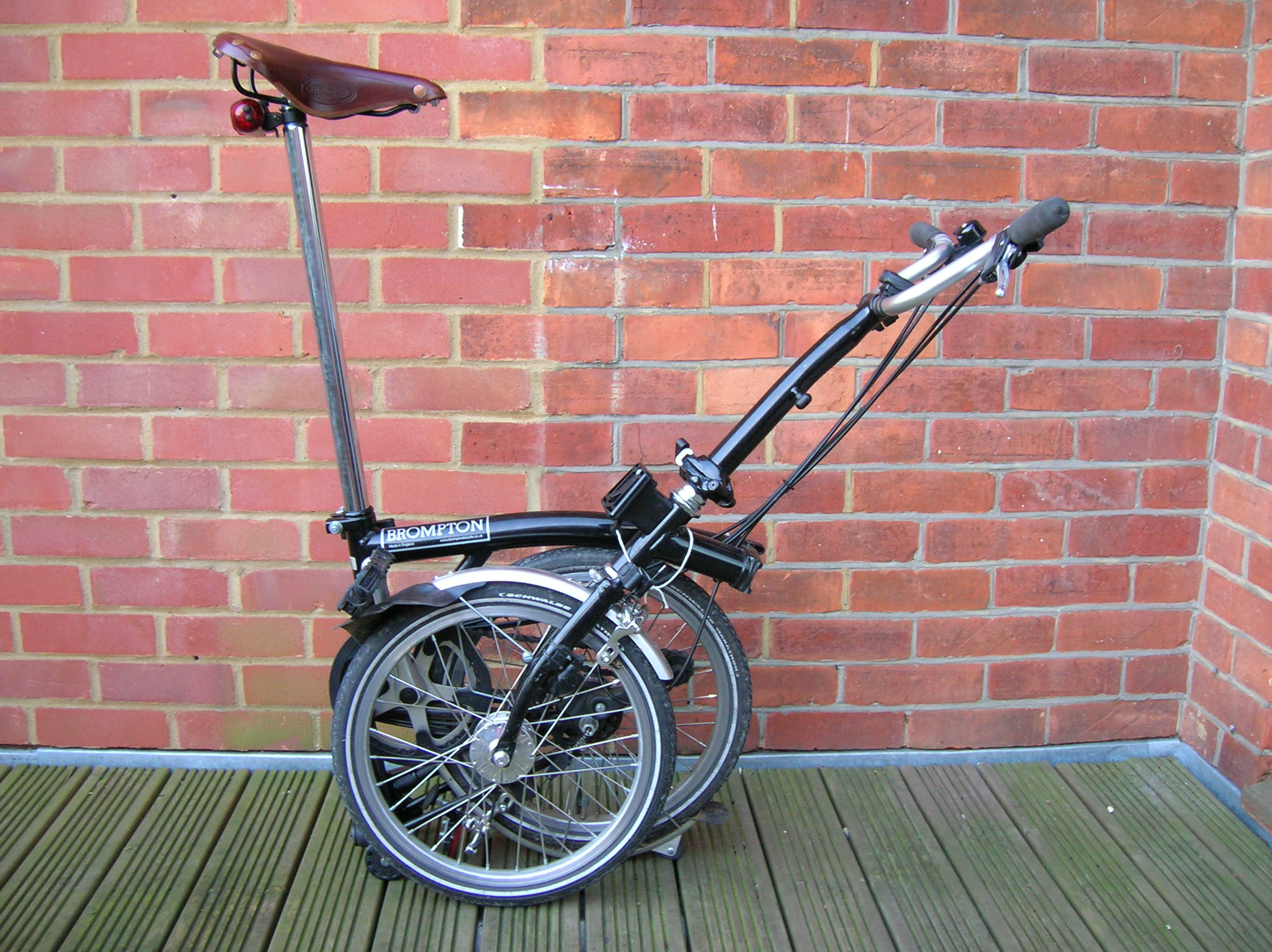
Segon pas de plegament
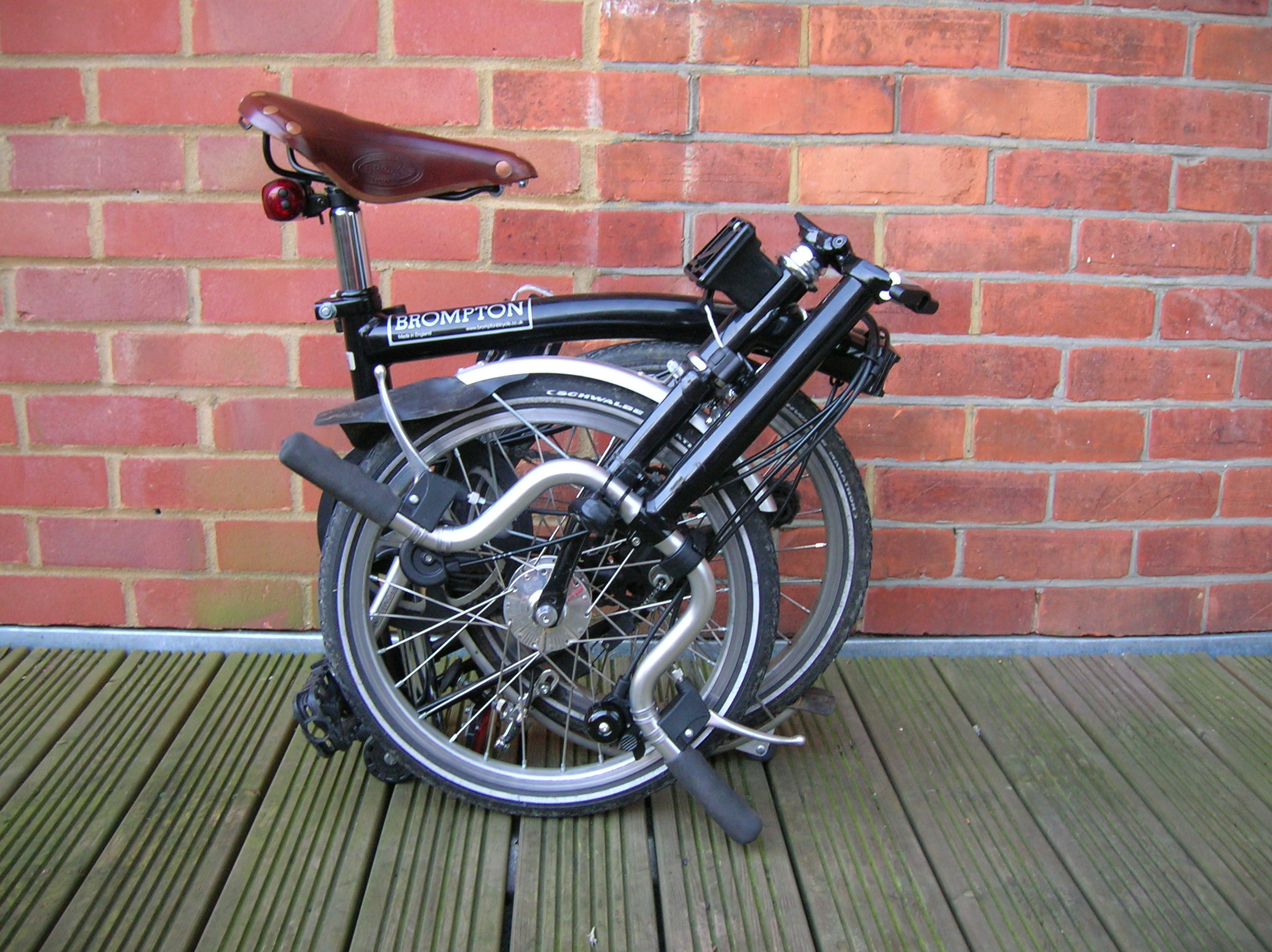
Plegada – visió lateral
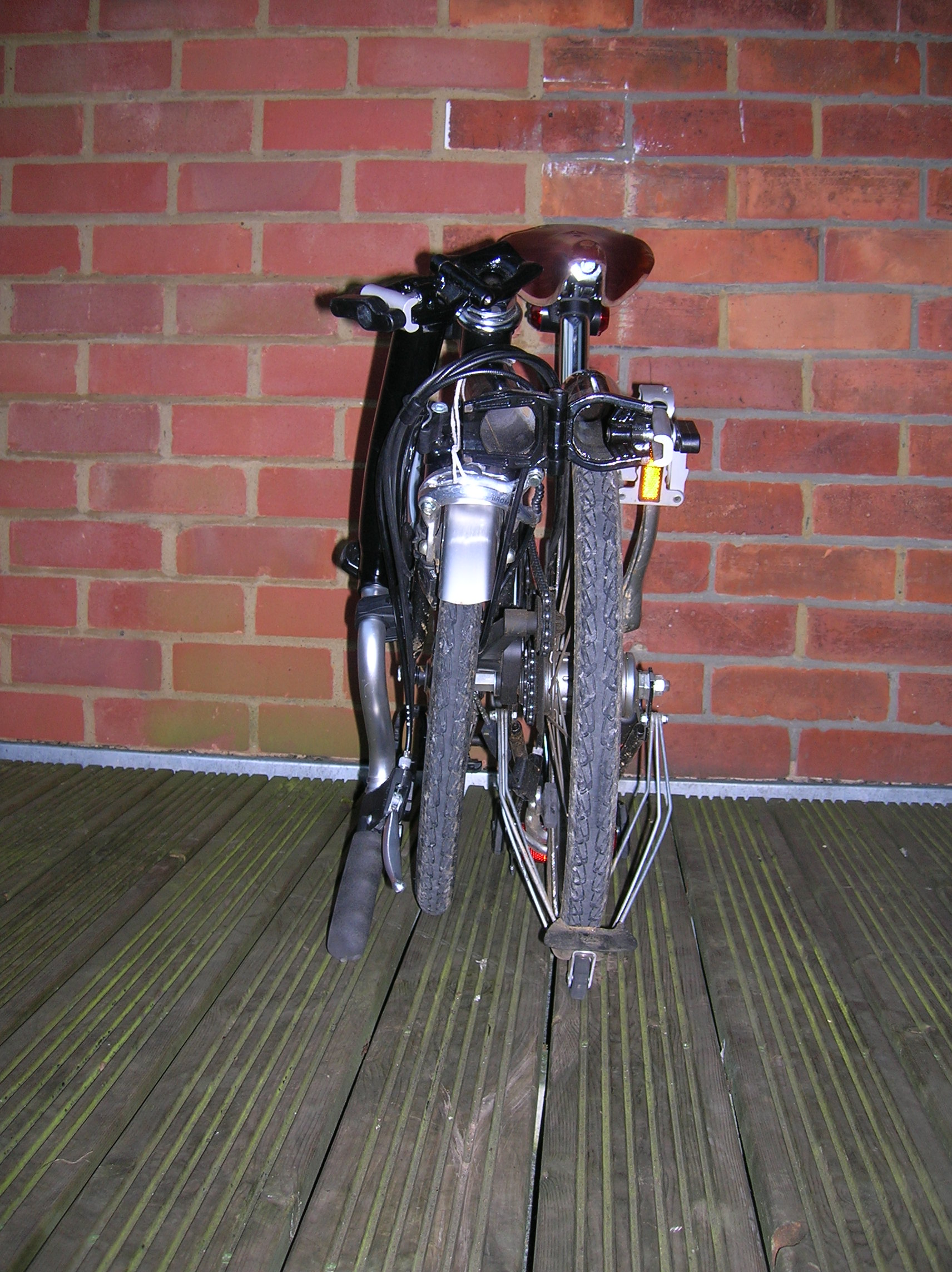
Plegada – visió frontal

El plegament es fa en 4 etapes. El fet que la bicicleta s'aguanti dreta sense cap ajuda a cada pas del plegament és un dels seus punts forts, així com el fet que es pugui plegar per una persona experimentada en uns 15 segons i desplegar en uns 20 segons. Les dues frontisses, al tub principal i al de direcció, estan assegurades per una gruixuda tanca ràpida d'alumini i plàstic. El plegament es fa situant-nos a la part esquerra de la bicicleta, des del punt de vista del ciclista. Abans de plegar-la, cal treure'n l'equipatge i les estructures d'alliberament ràpid, en cas d'haver-les adquirit.
Al primer pas, i amb la roda del davant girada lleugerament cap a la dreta, s'aixeca la bici pel seient i automàticament el triangle del darrere se situa sota la bicicleta pel seu propi pes mentre la roda del davant s'ha mantingut en tot moment tocant el terra. En tornar a deixar caure la part posterior de la bicicleta, la roda del darrere toca la part inferior del quadre, i són les 3 petites rodes de plàstic incloses al parafangs i el triangle posterior les que toquen amb el terra, permetent un desplaçament de la bici plegada amb seguretat. Als models amb portabosses posteriors s'hi inclouen 4 rodetes. En aquest pas, el pedal esquerre s'ha de rotar a la posició de les 7 en punt aproximadament. Aquesta és la posició estàndard de repòs de la bicicleta, es vulgui plegar o no.
Al segon pas, s'obre la frontissa del tub principal; es doblega el tub de direcció cap endarrere rotant-lo, i s'assegura ajustant al triangle del darrere una peça inclosa a la part esquerra de la forquilla. Els pedals esquerra es mou fins que queda a tocar de la roda, i el dret es plega.
Al tercer pas es baixa el tub del seient obrint la corresponent tanca ràpida. Al baixar el tub del seient al màxim es produeix el tancament del triangle del darrere, mantenint-lo a lloc i evitant que la bicicleta s'obri. Als models amb portabosses i 4 rodes de transport que hagin estat substituïdes per unes de més grosses i de goma (de la mateixa Brompton), s'afegeix una peça de goma a la base del tub del seient a manera de fre. Al baixar el tub fins al final, la goma toca el terra i evita que hagi cap moviment.
Al quart pas, s'obre la frontissa del tub de direcció i aquest es deixa caure pel seu propi pes, encaixant-se en una tanca per pressió inclosa a la banda esquerra de la forquilla i que el subjecta. Alguns ciclistes reverteixen el pas tres i quatre.
La bici plegada és un paquet que ocupa 565mm x 545mm x 250mm i pesa entre 9,5 i 13 kg.
Un cop plegada, es pot tornar a encaixar el portabosses davanter per tal de dur-la com una maleta amb rodes convencional. Als models amb les 4 rodes de transport de goma, es pot pujar el seient per a empènyer o estirar el paquet, tot que en cas d'alçar-la s'ha de vigilar que no s'obri (ja que s'ha desblocat el triangle posterior).

### Desplegament
El desplegament es fa també en 4 passos. Al primer pas, s'agafa el tub del manillar i es fa força cap a terra per tal d'alliberar-lo de la tanca per pressió. Es tanca la frontissa del tub del manillar.
Al segon pas es puja el tub del seient fins a la posició desitjada. Si no es fa aquest pas, no es pot continuar desplegant la bicicleta. El segon i el primer pas es poden intercanviar.
Al tercer pas, s'agafa el tub de direcció i es rota fins a tenir el tub principal alineat. Es tanca la frontissa principal.
Al quart i darrer pas, amb una mà s'agafa el manillar, i amb l'altre el seient. A continuació s'aixeca la part posterior de la bicicleta pel seient, mentre amb l'altra mà s'avança una mica la bicicleta. Amb aquesta acció, el triangle basculant s'obre fins a la posició de pedaleig.

## Cultura Brompton
La Brompton és una bicicleta inusual, i al seu voltant s'ha creat una comunitat de seguidors. Els fans amb coneixements d'enginyeria no han trigat a millorar la bicicleta, incloent canvis de 7 velocitats, frens en V, seients de fibra de carboni i manillars amb suspensió.
A primer cop d'ull la bicicleta no sembla indicada per a llargs recorreguts, tenint un rang de velocitats molt baix, però tot i això, i amb roba còmoda, es poden afrontar amb garanties diverses hores de pedaleig.
Als Països Catalans, la Brompton va començar a ser distribuïda l'any 2001, amb 100 unitats. L'any 2006 se'n distribuïen 1.300 unitats, el 9% de la producció mundial. Actualment es poden veure amb facilitat per les principals ciutats, especialment a Barcelona.